# ناحیه پو پو، شهرستان دیکلب، ایلینوی
ناحیه پو پو (به انگلیسی: Paw Paw Township) یک منطقهٔ مسکونی در ایالات متحده آمریکا است که در شهرستان دیکلب واقع شده‌است. ناحیه پو پو ۲۲۷ متر بالاتر از سطح دریا واقع شده‌است.